# Anarchističtí buřiči

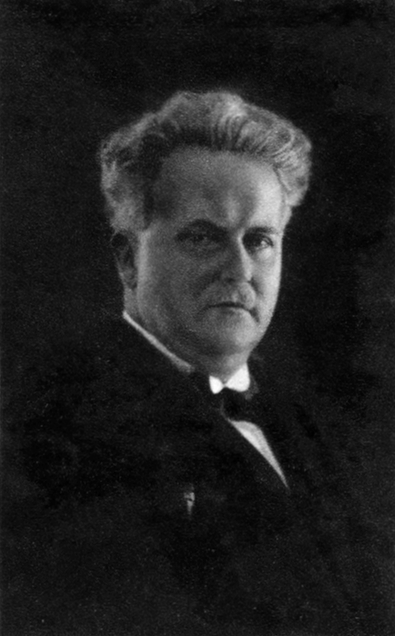
Viktor Dyk ve věku 50 let (1927)

Anarchističtí buřiči, „básníci života a vzdoru“, je označení pro generaci českých spisovatelů, která začala tvořit na počátku 20. století v době upadajícího vlivu lumírovců a vrcholícího symbolismu a dekadence představitelů České moderny (v roce 1900 vyšla sbírka A. Sovy Ještě jednou se vrátíme, o rok později Golgatha J. S. Machara a Ruce O. Březiny). Jen o zhruba desetiletí mladší básníci Bezruč, Neumann, Šrámek, Toman, Dyk, Mahen, Rosenzweig-Moir, Mach, Těsnohlídek a Gellner (kromě prvně jmenovaného narození v letech 1875–1883) se však po krátkém okouzlení symbolistně-dekadentní poetikou v okruhu Moderní revue s tímto programem rozešli a abstraktní symboly začali nahrazovat přímým pojmenováním a věcností.
Kromě Františka Gellnera (od roku 1914 nezvěstného na haličské frontě) všichni pokračovali ve své tvorbě za první republiky, někteří dokonce ještě v krátkém období po druhé světové válce.
Těsně před první světovou válkou začali do popředí vystupovat mladí autoři okolo Almanachu na rok 1914 (na kterém se však výrazně podílel i v té době již osmatřicetiletý S. K. Neumann). Na rozdíl od svých anarchistických současníků ve svých dílech reagovali na nové umělecké směry v evropských literaturách (především kubismus, futurismus a civilismus).

## Vývoj a souvislosti
Dne 22. ledna 1905 v ruském Petrohradu začala stráž Zimního paláce střílet do průvodu prosícího obyvatelstva, trpícího vyčerpávající rusko-japonskou válkou. Tento incident, později označovaný jako krvavá neděle, odstartoval první ruskou revoluci. Její význam daleko přesáhl hranice. Zvýrazňovaly se sociální rozpory, radikalizovaly se některé skupiny obyvatelstva (především sociální demokraté). Situaci v Rakousku zmírnilo až vydání všeobecného volebního práva (pro muže) v roce 1907.
Kromě politického vlivu událostí roku 1905 se také znovu zvýšil zájem o ruskou kulturu. Vedle tradičních autorů jako F. M. Dostojevskij a L. N. Tolstoj v této době masové čtenářské obliby dosáhl „literární mluvčí revoluce“ Maxim Gorkij.
Specificky zareagovali mladí čeští autoři, blízcí politickému radikalismu. Od dekadence na počátku své tvorby se více přiklonili k přítomnosti, k právě prožívanému životu. Do jejich díla vstoupilo prostředí velkoměsta se všemi jeho sociálními problémy.

## Společné znaky

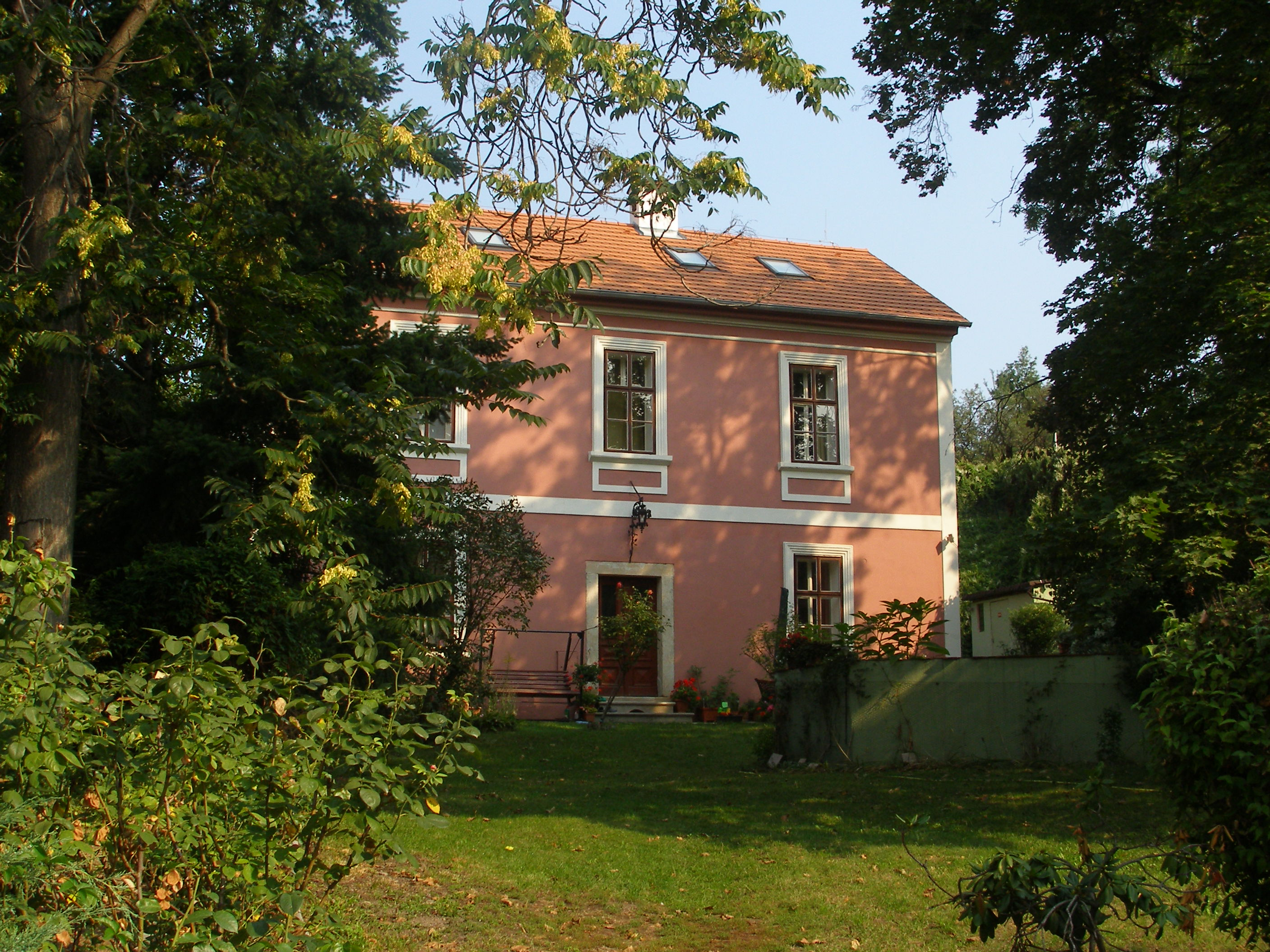
Vila S. K. Neumanna, kde docházelo k bouřlivým setkáním anarchistických autorů

Anarchističtí buřiči byli silně ovlivněni filozofií Friedricha Nietzscheho. Opovrhovali soudobou společností, její konzervativní morálkou a spořádanou existencí. Propagovali přirozenou lásku, detabuizovali sexualitu, kritizovali tradiční manželství. Vedli bohémský život (včetně bouřlivých setkání v Neumannově vile na Olšanech). 
Tvorba anarchistických buřičů byla výrazně ovlivněna:
1. myšlenkami anarchismu (úsilí o neomezenou svobodu člověka a odmítání autority státu),
2. myšlenkami antimilitarismu (odmítání války) a vitalismu (oslava života a přírody).
3. Z hlediska uměleckého vývoje navazovali na Macharovu satirickou notu realistického ztvárnění skutečnosti a Sovův impresionismus.
4. Chtěli umění přiblížit obyčejnému životu a skutečnosti všedního dne; oproti knižním a odborným výrazům autorů moderny záměrně používali neutrální až hovorovou slovní zásobu, autentičnost zvýrazňovali prvky slangu a vulgarismy.
5. Typické bylo jednoduché členění strof, pravidelný rytmus, rým a písňovost.[4]
6. Někteří byli součástí hnutí Omladina.

## Představitelé
- Viktor Dyk
- František Gellner
- Fráňa Šrámek
- Karel Toman
- Stanislav Kostka Neumann
- Josef Rosenzweig-Moir
- Josef Mach
- Jiří Mahen
- Rudolf Těsnohlídek
- Petr Bezruč

## Časopisecké platformy
- Nový kult (1897–1905)
- Moderní revue (1894–1925)